# جويل غيلبرت
جويل غيلبرت (بالإنجليزية: Joel Gilbert)‏ هو موسيقي أمريكي، ولد في 15 أبريل 1964 في بيتسبرغ في الولايات المتحدة.

## وصلات خارجية
- جويل غيلبرت على موقع IMDb (الإنجليزية)
- جويل غيلبرت على موقع قاعدة بيانات الفيلم (الإنجليزية)